# Torvaine Chain

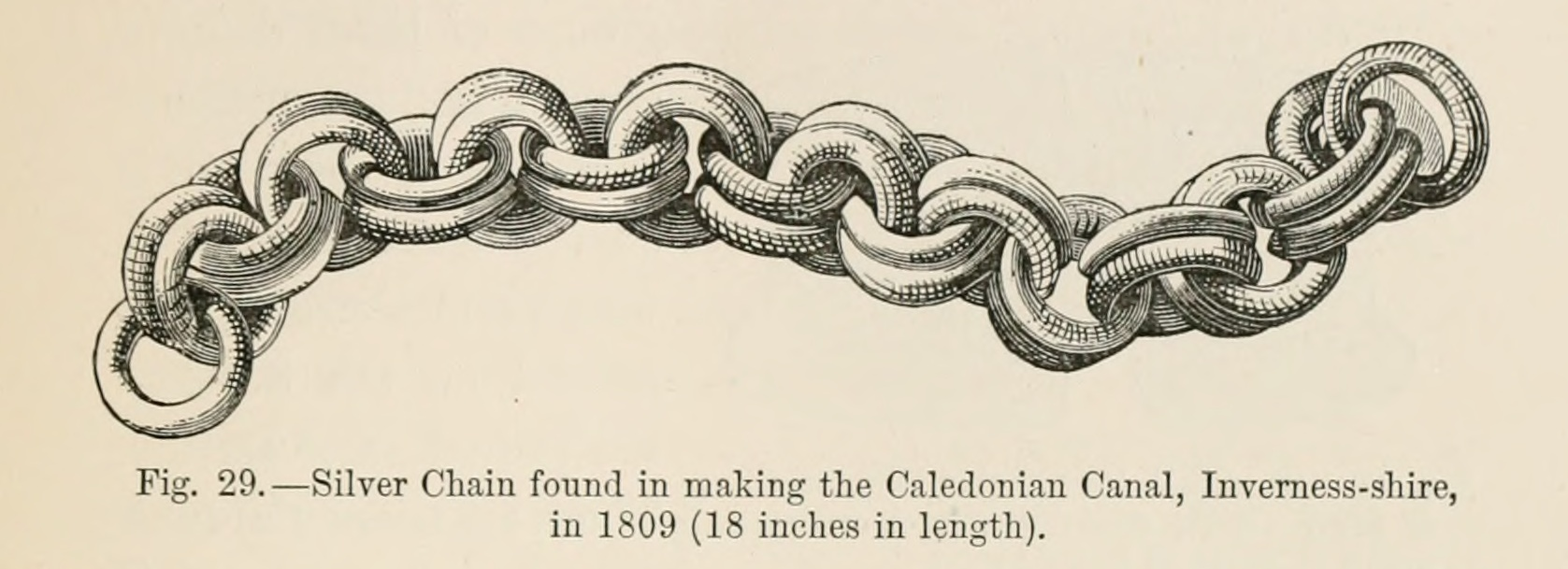
Die Torvaine Chain – abgebildet bei Anderson 1881

Die Torvaine Chain (oder Torvean Chain), eine massive piktische Silberkette, wurde 1808 oder 1809 südwestlich von Inverness in Schottland beim Ausheben des kaledonischen Kanals auf einem Kieskamm entdeckt.
Die etwa 46 cm lange und 2,9 kg schwere Kette wurde an der Seite eines großen, flachen Steinhaufens etwa 0,6 m unter der Oberfläche gefunden. Sie bestand aus 16 Paaren von ineinandergreifenden runden Gliedern mit einem etwas größeren Endglied. Ein halbkreisförmiger Klemmenring zerbrach während der Bergung. Einer der Endringe und die Teile des Klemmrings gingen verloren. Gleichzeitig wurden möglicherweise auch eine silberne Kugel und weitere Relikte gefunden.
Es ist die schwerste piktische Silberkette Schottlands. Trotz des Gewichts ist ihr Innendurchmesser klein und es wird angenommen, dass sie entweder für einen Jugendlichen oder eine Frau bestimmt war und aus dem 4. bis 6. Jahrhundert stammt. Obwohl den Pikten zugeschrieben, wurden nur drei der zehn gefundenen schweren Silberketten im piktischen Königreich gefunden. Bei Whitecleugh (Whitecleuch Chain) und Parkhill ist ein verschlussartiger Endring verziert mit Symbolen erhalten, die denen auf piktischen Steinen ähneln und durch rote Emaille hervorgehoben sind.
Die Kette wurde 1837 dem Antiquarian Museum in Edinburgh übergeben.